# Língua butuanon
Butuanon é uma  austronésia [regional falada por cerca de 35 mil pessoas Agusão do Norte e Agusão do Sul, com alguns falantes nativos em Misamis Oriental e Surigao del Norte.nas Filipinas Faz parte da família das línguas bisayanas e está intimamente relacionada a outras línguas filipinas.
O Butuanon está intimamente relacionado à língua  Tausug da província  Sulu e à língua surigaonon das províncias vizinhas Surigao del Sur e Surigao del Norte

## Ortografia
Pronúncia IPA
- a - [a]
- b - [b]
- d - [d]
- g - [g]
- h - [h]
- i - [i]
- k - [k]
- l - [l]
- m - [m]
- n - [n]
- ng - [ŋ]
- ny - [ɲ]
- o - [o]
- p - [p]
- r - [r]
- s - [s]
- t - [t]
- u - [u]
- w - [w]
- y - [j]

Vogais longas são excrita pela dulplicação da vogal. Ex: aa, ii, oo, uu

## Amostra de texto
1.	Amo ini ang Madyaw nga Balita tukma kang Jesu-Cristo, ang Anak hong Dios.
2.	Misugod ini sumaa hong pigasuwat ni propeta Isaias: “Yani ang gidaak ko nga ipadaa ko una kanimo hasta maandam niya ang paga-agihan mo.
3.	Yaoy gaiyak ngadto taway nga kalupaan, ‘Kadyaw-a niyo ang karsada hong Ginoo; hinanga niyong tul-id ang paga-agihan niya!”
4.	Ginanaw gabunyag si Juan hong mga tawo ngadto taway nga kalupaan kaamo gawali, “Paghinulsol kaamo biya-i ang mga saa niyo kaamo pagpabunyag kamo hasta mapasaylo hong Dios ang mga saa niyo.”
5.	Ang tibo kalupaan hong Judea katsaong siyudad hong Jerusalem mikadto kang Juan hasta pagpanalinghog kaniya. Pigasugid nila ang mga saa nila kaamo pigabunyagan sila ni Juan disaon Saugan hong Jordan.
6.	Ang kaaba ni Juan hininang gikan hong balhibo hong kamelyo, panit ang sintoron niya kaamo ang pagasiabon niya don katsaong dugos.
7.	Milaong siya hong mga tawo, “Ang tawo nga mokani sunod kanako mas gamhanan pa ini kanako. Dii ako takos nga mobadbad hong liston hong sandalyas niya
8.	Mibunyag ako kaniyo hong tubig pero siya magbunyag kaniyo hong Espiritu Santo.”
Português
1.	1. O começo do evangelho de Jesus Cristo, o Filho de Deus;
2.	2. Como está escrito nos profetas: Eis que eu envio meu mensageiro diante de tua face, que preparará o teu caminho diante de ti.
3.	3. A voz de quem clama no deserto: Preparai o caminho do Senhor, e endireitamos os seus caminhos.
4.	4. João batizou no deserto e pregou o batismo de arrependimento para remissão de pecados.
5.	5. E saíram a ele toda a terra da Judéia, e os de Jerusalém, e todos foram batizados nele no rio do Jordão, confessando seus pecados.
6.	6. E João estava vestido com pelos de camelo e um cinto de pele sobre os lombos; e ele comeu gafanhotos e mel silvestre;
7.	7. E pregou, dizendo: Vem um mais poderoso do que eu depois de mim, cujas tiras das sandálias não sou digno de abaixar e soltar.
8.	8. Eu realmente te batizei em água; mas ele te batizará com o Espírito Santo.